# Varufiering
Varufiering eller kommodifiering (från engelskans commodity) är ett begrepp med ursprung i marxismen. Varufiering beskriver den process som omvandlar människor, idéer, tjänster och varor till produkter. Varufiering är synonymt med varubildning, något som ofta anses känneteckna det kapitalistiska produktionssättet.